# Républiques boers

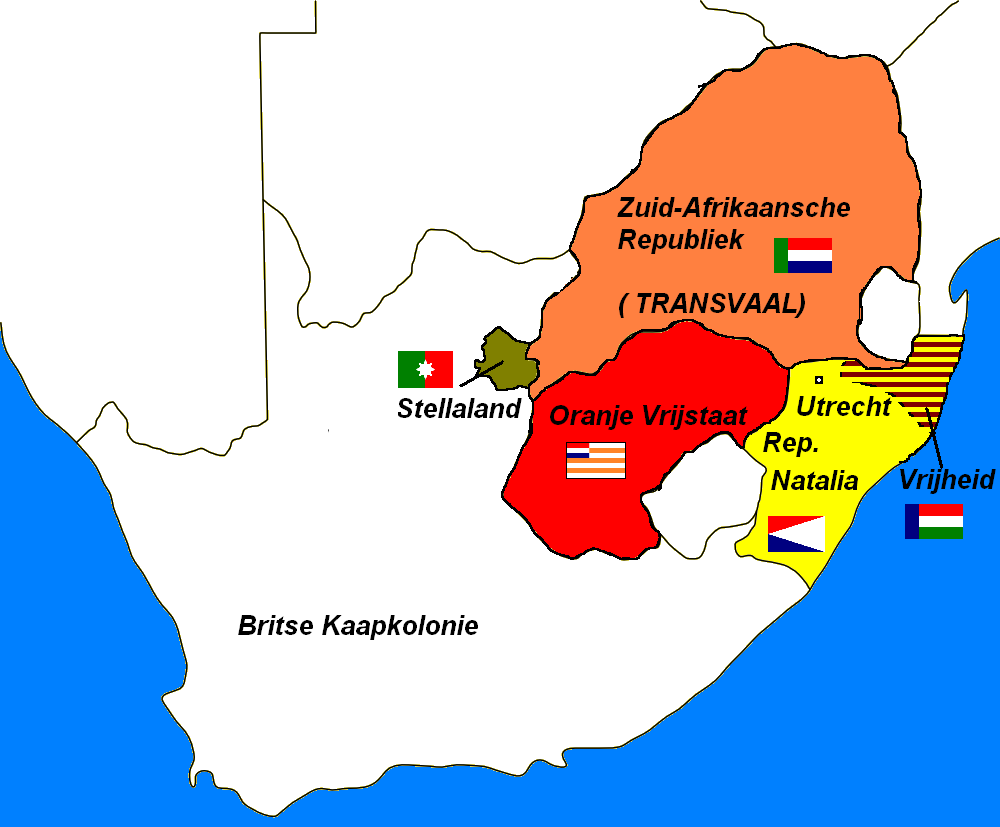
Les principales républiques boers.

Le terme de républiques boers désigne des États sud-africains autonomes ou indépendants du XIXe siècle, fondés par les descendants de langue néerlandaise des colons blancs, arrivés au Cap au XVIIe siècle et par la suite désignés sous les vocables Boers, Voortrekkers puis Afrikaners.

Sous ce vocable de « Républiques boers » on classe également celles fondées par les Griquas, populations métisses dites Coloured de langue afrikaans.

## Liste des républiques Boers et assimilées

### Républiques Boers
- Swellendam (1795)
- Graaff-Reinet (1795 - 1796)
- Zoutpansberg (1835-1864)
- Winburg (1836-1844)
- Potchefstroom (17 janvier 1837 - 9 avril 1844)
- Winburg-Potchefstroom (9 avril 1844 - 3 février 1848)
- Lydenburg (1849-1860)
- État de Goshen (24 octobre 1882 - 7 août 1883)
- Klein Vrystaat, aussi appelé "Little Free State" (10 mars 1886 - 2 mai 1891)
- Natalia (12 octobre 1838-12 mai 1843)
- Nieuwe Republiek (1884- 1888)
- État libre d'Orange (1845 - 1902)
- Stellaland (1882-1883)
- République sud-africaine du Transvaal (1848 - 1902)
- Stellaland (1883 - 1885)
- Upingtonia-Lijdensrust (en) (1885 - 1887)
- République d'Utrecht (1852 - 1858)

### États Griquas
- Griekwastad (Griquatown, Klaarwater) (1813 - 1871)
- Adam Kok's Land (1825-1861)
- Griqualand Ouest (1861- 1879)
- Griqualand Est, également appelé Klipdrift Republic, Digger's Republic et Free Republic (1870)